# Cymophorus marginatus
Cymophorus marginatus är en skalbaggsart som beskrevs av Ernst Gustav Kraatz 1899. Cymophorus marginatus ingår i släktet Cymophorus och familjen Cetoniidae. Inga underarter finns listade i Catalogue of Life.